# Collegio uninominale Lazio 1 - 08 (2020)
Il collegio elettorale uninominale Lazio 1 - 08 è un collegio elettorale uninominale della Repubblica Italiana per l'elezione della Camera dei deputati.

## Territorio
Come previsto dalla legge n. 51 del 27 maggio 2019, il collegio è stato definito tramite decreto legislativo all'interno della circoscrizione Lazio 1.
È formato dal territorio di 18 comuni della Città metropolitana di Roma Capitale: Albano Laziale, Anzio, Ardea, Ariccia, Castel Gandolfo, Frascati, Genzano di Roma, Grottaferrata, Lanuvio, Lariano, Marino, Monte Compatri, Monte Porzio Catone, Nemi, Nettuno, Rocca di Papa, Rocca Priora e Velletri .
Il collegio è parte del collegio plurinominale Lazio 1 - 02.

## Eletti
| Elezione | Elezione | Deputato       | Partito      |
| -------- | -------- | -------------- | ------------ |
|          | 2022     | Antonio Tajani | Forza Italia |

## Dati elettorali

### XIX legislatura
Come previsto dalla legge elettorale, 147 deputati sono eletti con sistema a maggioranza relativa in altrettanti collegi uninominali a turno unico.
| Candidati                                 | Candidati                | Voti    | %     | Liste                          | Voti    | %     |
| ----------------------------------------- | ------------------------ | ------- | ----- | ------------------------------ | ------- | ----- |
|                                           | Antonio Tajani ✔️ Eletto | 106 168 | 48,94 | Fratelli d'Italia              | 74 177  | 34,19 |
| Forza Italia                              | Antonio Tajani ✔️ Eletto | 106 168 | 48,94 | 16 366                         | 7,54    |       |
| Lega per Salvini Premier                  | Antonio Tajani ✔️ Eletto | 106 168 | 48,94 | 14 513                         | 6,69    |       |
| Noi moderati/Lupi - Toti - Brugnaro - UDC | Antonio Tajani ✔️ Eletto | 106 168 | 48,94 | 1 112                          | 0,51    |       |
|                                           | Rosalba Giannino         | 49 926  | 23,01 | Partito Democratico-IDP        | 35 896  | 16,55 |
| Alleanza Verdi e Sinistra                 | Rosalba Giannino         | 49 926  | 23,01 | 7 549                          | 3,48    |       |
| +Europa                                   | Rosalba Giannino         | 49 926  | 23,01 | 5 342                          | 2,46    |       |
| Impegno Civico - Centro Democratico       | Rosalba Giannino         | 49 926  | 23,01 | 1 139                          | 0,53    |       |
|                                           | Carola Penna             | 34 636  | 15,96 | Movimento 5 Stelle             | 34 636  | 15,96 |
|                                           | Valentina Grippo         | 14 279  | 6,58  | Azione - Italia Viva - Calenda | 14 279  | 6,58  |
|                                           | Valerio Scalia           | 4 395   | 2,03  | Italexit                       | 4 395   | 2,03  |
|                                           | Elena Mazzoni            | 3 126   | 1,44  | Unione Popolare                | 3 126   | 1,44  |
|                                           | Paolo Indelicato         | 2 794   | 1,29  | Italia Sovrana e Popolare      | 2 794   | 1,29  |
|                                           | Antonella Ercoli         | 1 351   | 0,62  | Vita                           | 1 351   | 0,62  |
|                                           | Gianluca Di Benedetto    | 276     | 0,13  | Partito della Follia Creativa  | 276     | 0,13  |
| Totale                                    | Totale                   | 216 951 | 100   |                                | 216 951 | 100   |
|                                           |                          |         |       |                                |         |       |
| Schede bianche                            | Schede bianche           | 2 309   | 1,03  |                                |         |       |
| Schede nulle                              | Schede nulle             | 4 286   | 1,92  |                                |         |       |
| Votanti                                   | Votanti                  | 223 546 | 62,52 |                                |         |       |
| Elettori                                  | Elettori                 | 357 535 |       |                                |         |       |